# Мосійчук Олег Валентинович
Оле́г Валенти́нович Мосійчу́к (нар.11 травня 1980, Рубченки — пом.9 липня 2014, Червона Зоря) — солдат Збройних сил України.

## З життєпису
Народився 1980 року в селі Рубченки, де й надалі проживав. Закінчив 9 класів ЗОШ села Рубченки, у 1998 році — Володарське ПТУ; за спеціальністю тракторист-механізатор, водій широкого профілю. Проходив строкову військову службу в лавах ЗСУ, а підготовку — в 169-му навчальному центрі. Після навчання служив у в.ч. в Харкові, потім — в Умані.
Мобілізований у березні 2014-го. Стрілець-помічник гранатометника, 72-ї окремої механізованої бригади імені Чорних Запорожців (72 ОМБ). З травня перебував у зоні бойових дій. Перебував на блокпостах у Володарському, Старобешівському та Амвросіївському районах Донецької області. Брав участь у супроводженні та прикритті військових колон та установок «Град» — на обстрілювані позиції в Луганську область.
9 липня о 21:30 внаслідок підриву БМП-2 на фугасі поміж селами Червона Зоря та Дмитрівка у бойовій машині здетонував боєзапас, Олег Мосійчук загинув. Тоді ж поліг Павло Висоцький; згодом від поранень помер Віталій Підлубний.
У Володарському районі з приводу його трагічної смерті оголошено триденну жалобу.
Похований у селі Рубченки. На його повернення чекали мама і донька

## Нагороди
14 листопада 2014 року за особисту мужність і героїзм, виявлені у захисті державного суверенітету та територіальної цілісності України, вірність військовій присязі під час російсько-української війни, відзначений — нагороджений орденом «За мужність» III ступеня (посмертно).